# Бурминское сельское поселение
Бурминское сельское поселение — упразднённое муниципальное образование (сельское поселение) в Александро-Невском районе Рязанской области.
Административный центр — село Бурминка.

## История
Бурминское сельское поселение образовано в 2006 г.
Законом Рязанской области от 11 мая 2017 года № 25-ОЗ, были преобразованы, путём их объединения, Бурминское и Каширинское сельские поселения — в Каширинское сельское поселение с административным центром в посёлке Каширин.

## Население
| 2010 | 2012 | 2013 | 2014 | 2015 | 2016 | 2017 |
| ---- | ---- | ---- | ---- | ---- | ---- | ---- |
| 475  | ↘455 | ↗457 | ↘438 | ↘431 | ↘425 | ↘415 |

## Состав сельского поселения
| № | Населённый пункт | Тип населённого пункта       | Население |
| - | ---------------- | ---------------------------- | --------- |
| 1 | Бурминка         | село, административный центр | ↘309      |
| 2 | Красное          | село                         | ↘9        |
| 3 | Мары             | деревня                      | ↘45       |